# Héctor Acosta
Héctor Acosta Quintero (ur. 24 listopada 1991 w San Martín de Hidalgo) – meksykański piłkarz występujący na pozycji prawego obrońcy, obecnie zawodnik Alebrijes.

## Kariera klubowa
Acosta jest wychowankiem klubu Deportivo Toluca, w którego juniorskich zespołach zaczął trenować jako czternastolatek. Do pierwszej drużyny został włączony w wieku dziewiętnastu lat przez szkoleniowca Sergio Lugo i w meksykańskiej Primera División zadebiutował 24 kwietnia 2011 w zremisowanym 4:4 spotkaniu z Estudiantes Tecos. W jesiennym sezonie Apertura 2012 wywalczył ze swoją ekipą tytuł wicemistrza kraju, pozostając jednak wyłącznie głębokim rezerwowym ekipy. Regularnie na ligowych boiskach zaczął się pojawiać w lutym 2013, za kadencji trenera Enrique Mezy, lecz już trzy miesiące później, po jego odejściu, powrócił na ławkę rezerwowych. W tej roli w 2014 roku dotarł z Tolucą do finału najbardziej prestiżowych rozgrywek północnoamerykańskiego kontynentu – Ligi Mistrzów CONCACAF.
Wiosną 2015 Acosta został wypożyczony do zespołu Santos Laguna z miasta Torreón. Tam już w pierwszym, wiosennym sezonie Clausura 2015 wywalczył swój premierowy tytuł mistrza Meksyku, jednak pełnił wówczas rolę głębokiego rezerwowego i ani razu nie pojawił się na boisku. W tym samym roku zdobył z ekipą Pedro Caixinhi krajowy superpuchar – Campeón de Campeones, zaś ogółem w Santosie Laguna spędził rok, notując zaledwie jeden ligowy występ. W styczniu 2016 udał się na wypożyczenie po raz kolejny, tym razem do drugoligowego Alebrijes de Oaxaca.
| Sezon     | Klub                | Kraj   | Rozgrywki  | Mecze | Bramki |
| --------- | ------------------- | ------ | ---------- | ----- | ------ |
| 2010/2011 | Deportivo Toluca    | Meksyk | Liga MX    | 1     | 0      |
| 2011/2012 | Deportivo Toluca    | Meksyk | Liga MX    | 3     | 0      |
| 2012/2013 | Deportivo Toluca    | Meksyk | Liga MX    | 14    | 0      |
| 2013/2014 | Deportivo Toluca    | Meksyk | Liga MX    | 7     | 0      |
| 2014/2015 | Deportivo Toluca    | Meksyk | Liga MX    | 0     | 0      |
| 2014/2015 | Santos Laguna       | Meksyk | Liga MX    | 0     | 0      |
| 2015/2016 | Santos Laguna       | Meksyk | Liga MX    | 1     | 0      |
| 2015/2016 | Alebrijes de Oaxaca | Meksyk | Ascenso MX |       |        |

## Kariera reprezentacyjna
W 2011 roku Acosta został powołany przez szkoleniowca Juana Carlosa Cháveza do reprezentacji Meksyku U-20 na Mistrzostwa Świata U-20 w Kolumbii. Tam pełnił jednak przeważnie rolę rezerwowego swojej drużyny, rozgrywając cztery z siedmiu możliwych meczów, z czego dwa w pierwszym składzie. Jego kadra dotarła natomiast aż do półfinału, odpadając w nim z późniejszym triumfatorem – Brazylią (0:2) i zajęła ostatecznie trzecie miejsce na młodzieżowym mundialu.